# 蔡宗漢
蔡宗漢（？—？），广西平赢人，清朝政治人物。举人出身。
同治八年，擔任廣東廣州府永安縣知縣（現紫金縣知縣）。后由吳裕淵接任。